# Andrzej Cichocki
Andrzej Cichocki (ur. 1947) – polski informatyk, inżynier elektryk/elektronik i profesor w Instytucie Badań Systemowych Polskiej Akademii Nauk w Warszawie oraz na Uniwersytecie UMK w Toruniu. Jest jednym z czołowych polskich informatyków i ekspertów w dziedzinie sztucznej inteligencji i przetwarzania sygnałów biomedycznych i elektrotechniki,  pracujących w  Polsce. Andrzej Cichocki znalazł się na prestiżowej liście najczęściej cytowanych naukowców świata, w kategorii interdyscyplinarnej (cross-field) i
otrzymał  w latach 2021-2023 tytuł Highly Cited Researcher (Web of Science) – nadawany najwyżej cytowanym 0.1% naukowców na świecie których cytowania plasują się w szczytowym 1% wszystkich cytowań.
Najbardziej znany jest ze swoich algorytmów uczenia i przetwarzania sygnałów do  tzw. ślepej separacji sygnałów (ang. Blind Source Separation --BSS), analizy składowych niezależnych (ang. Independent Component Analysis --ICA), nieujemnej faktoryzacji macierzy (ang. Nonnegative Matrix Factorization --NMF), głębokich (wielowarstwowych) faktoryzacji macierzy i tensorów  dla ICA oraz NMF, sieci neuronowych do optymalizacji i przetwarzania sygnałów,    sieci tensorowych w uczeniu maszynowym  oraz rozwoju technologii dla Interfejs mózg–komputer. Jest autorem sześciu monografii/książek w języku angielskim  i ponad 800 recenzowanych artykułów naukowych .

## Życiorys
Uzyskał tytuł mgr inż. (z wyróżnieniem), doktora i doktora habilitowanego nauk technicznych  z dziedziny  elektrotechniki i informatyki na Politechnice Warszawskiej .
Tytuł profesora zwyczajnego otrzymał w 1995 roku.
W latach 1984–1989 był stypendystą naukowym im. Alexandra von Humboldta w RFN i kierownikiem (PI) grantów DFG na Uniwersytecie w Erlangen. Współpracował ściśle z profesorem Rolfem Unbehauenem.
W latach 1996–2018 pracował w RIKEN Instytucie Nauk o Mózgu (ang. Brain Science Institute -BSI) RIKEN w Wako-shi w Japonii,  w departamencie  kierowanym przez Profesora  Shun’ichi Amariego, jako kierownik zespołu badawczego, a następnie  jako dyrektor laboratorium. Założył i prowadził w RIKEN Brain Science Institute trzy laboratoria: Otwartych Systemów Informacyjnych, Laboratorium  Sztucznych Sieci Neuronowych i Laboratorium Zaawansowanego Przetwarzania Sygnałów Mózgu.
W latach 2018–2024 był wizytującym profesorem  na kilku uniwersytetach, w tym Tokyo University of Agriculture and Technology (TUAT), w Japonii oraz  Hangzhou Dianzi University w Chinach.

## Badania naukowe
Wniósł znaczący wkład w rozwój wielu ważnych dziedzin technicznych, takich jak przetwarzanie sygnałów elektrycznych, uczenie maszynowe, sztuczne sieci neuronowe i systemy interfejsu mozg-komputer. Opracował nowe algorytmy  dla NMF, ICA, BSS, m.in.  Algorithm Cichockiego -- Unbehauena dla BSS, Hierarchical Alternating Least Squares (HALS)  dla NMF.
Jest pionierem w zastosowaniu nowych dywergencji  i miar rozbieżności zwłaszcza  alfa-beta dywergencji  w uczeniu maszynowym, w zastosowaniu  do  multiplikatywnych  algorytmów gradientowych i  nieujemnej faktoryzacji macierzy i  tensorów. Ponadto jest pionierem w  badaniu wielowielowarstwowych (głębokich) modeli faktoryzacji macierzy i tensorów oraz algorytmów maszynowego uczenia, zwłaszcza dla ICA, NMF i analizy składowych rzadkich (SCA). Opracował i zaproponował nowe architektury rekurencyjnych sieci neuronowych do optymalizacji, rozwiązywania dużych układów równań algebraicznych i ślepej separacji sygnałów, zwłaszcza wielowarstwowych (głęboko) hierarchicznych sieci neuronowych. Przyczynił się do opracowania nowych algorytmów gradientu naturalnego do analizy niezależnych komponentów i ślepej separacji sygnałów.
Opracował i badał kilkanaście nowych modeli sztucznych sieci neuronowych i matematycznych  algorytmów uczenia maszynowego, m.in.  do interfejsu mózg-komputer, rozpoznawania ludzkich emocji i wczesnej diagnostyki niektórych chorób, takich jak choroba Alzheimera i dementia.
W odpowiedzi na obawy niektórych ekspertów w dziedzinie sztucznej inteligencji dotyczące potencjalnych zagrożeń, jakie sztuczna inteligencja ogólna może stwarzać w przyszłości  dla ludzkości analizował  opracowanie nowatorskich systemów sztucznej inteligencji ogólnej z wieloma inteligencjami, obejmującymi, m.in.  inteligencję socjalno-emocjonalną  oraz  inteligencję etyczną/moralną połączoną z samoświadomością i zdolnością do podejmowania odpowiedzialnych decyzji przez inteligentną maszynę.
Jego obecne zainteresowania naukowe obejmują:
- Dekompozycja tensorów i sieci tensorowe
- Uczenie maszyn na danych niestacjonarnych
- Fuzja danych multimodalnych i kompresja głębokich  sieci neuronowych
- Zastosowania: EEG, NIRS, ECoG, EMG, w zastosowaniu  do interfejsów mózg-komputer.
- Prognozowanie i analiza szeregów czasowych
- Matematyczne aspekty optymalizacji portfeli inwestycyjnych w ekonomii
- Algorytmy uczenia się przy użyciu multiplikatywnego gradientu wykładniczego i gradientu naturalnego dla różnych zastosowań w sztucznej inteligencji.
- Sztuczna inteligencja ogólna (AGI) z wieloma inteligencjami i rozwijanie bezpiecznej  sztucznej inteligencji.

## Publikacje
Monografie w języku angielskim 
- Cichocki, Andrzej i Unbehauen, Rolf (1993). Sieci neuronowe w zastosowaniu do problemów optymalizacji i przetwarzania sygnałów John Wiley & Sons, Inc.. https://onlinelibrary.wiley.com/doi/10.1002/acs.4480080309
- Cichocki, Andrzej i Amari, Shun-Ichi (2002). Adaptacyjne przetwarzanie sygnałów i obrazów: algorytmy uczenia  i ich zastosowania. John Wiley & Sons. https://onlinelibrary.wiley.com/doi/book/10.1002/0470845899ISBN 978-0-470-84589-9
- Cichocki, A., Zdunek, R., Phan, A.-H. i Amari, S.-I. (2009). Nieujemne faktoryzacje macierzy i tensorów: zastosowania w analizie dużych danych  i ślepej separacji sygnałów. John Wiley & Sons. https://onlinelibrary.wiley.com/doi/book/10.1002/9780470747278
- Cichocki, A., Lee, N., Oseledets, I., Phan, A.-H., Zhao, Q. i Mandic, D.P. (2016). Sieci tensorowe do redukcji wymiarowości i  dużej skali problemow optymalizacji: Część 1. Podstawy i Trendy® w Uczeniu Mszynowym, 9 (4-5), 249-429.   https://www.nowpublishers.com/article/Details/MAL-059
- Cichocki, A., Phan, A.H., Zhao, Q., Lee, N., Oseledets, I., Sugiyama, M. i Mandic, D.P. (2017). Sieci tensorowe do redukcji wymiarowości i dużej skali problemów optymalizacji: część 2. Zastosowania i przyszłe perspektywy. Podstawy i Trendy® w Uczeniu Maszynowym, 9 (6), 431-673. doi : 10.1561/2200000067
- Rolf Unbehauen i Andrzej Cichocki, (2012). Układy i systemy scalone z przełączalnym kondensatorami i tranzystorami  MOS: Analiza i projektowanie. Wydawca: Springer Science & Business Media. https://link.springer.com/book/10.1007/978-3-642-83677-0

## Wyróżnienia i nagrody
- W latach 2021, 2022 oraz 2023  otrzymał od Web of Science tytuł  Highly Cited Researchers[7].
- 2018. Nagroda za najlepszy artykuł  opublikowany  w czasopiśmie IEEE Signal Processing Magazine za artykuł „Dekompozycje tensorowe dla zastosowań przetwarzania sygnałów”, którego współautorami byli A. Cichocki, D. Mandic, L De Lathauwer, AH Phan, Q. Zhao, C. Caiafa, G, Zhao[8]
- Doktorat HC (Honoris Causa) 2018 nadany przez Uniwersytet Mikołaja Kopernika w Toruniu, 27 lutego 2022[9]
- 2016. Nagroda  za wyróżniony artykuł  na konferencji  The 23rd International Conference on Neural Information Processing (ICONIP 2016)  w Kyoto Japonii  (ang.. Best Paper Award 2016) za prace autorstwa Namgil Lee, Anh-Huy Phan, Fengyu Cong i Andrzeja Cichockiego. „Dekompozycje sieci tensorowych w zastosowaniu do ekstrakcji i klasteryzacji cech wielodomenowych”.
- 2015. Nagroda za najlepszą pracę w czasopiśmie Entropy za pracę „Generalized Alpha-Beta divergences and their application to robust non-negative matrix factorization” Entropy 2011, 13(1), 134–170; współautorzy: A. Cichocki, S. Cruces i S. Amari[10]
- 2014. Nagroda za najlepszy artykuł w czasopiśmie Entropy  za artykuł napisany wspólnie przez Andrzeja Cichockiego i Shun’ichi Amari, „Rodzina dywergencji alfa-beta- i gamma: elastyczne i robustne miary podobieństw”[11]
- W 2013 roku Andrzej Cichocki został mianowany Fellow IEEE Instytutu Inżynierów Elektryków i Elektroników[12] za wkład w zastosowania przetwarzania i separacji sygnałów  i sztucznych sieci neuronowych .
- 2010. Nagroda APNNA za wyróżniony  artykuł w roku 2010  napisany wspólnie przez Yunjun Nam, Qibin Zhao, Andrzeja Cichockiego i Seungjin Choi pt. „Interfejs język-maszyna: wykrywanie pozycji języka za pomocą potencjałów gloso-kinetycznych” w materiałach konferencji International Conference on Neural Information Processing (ICONIP-2010), Sydney, Australia, 22–25 listopada 2010 r.
- 1995 Otrzymanie tytułu naukowego profesora nauk technicznych  od Prezydenta Rzeczpospolita Polski.
- 1984–1985 Laureat Nagrody Aleksandra von Humboldta w Niemczech.

## Odniesienia
1. ↑  Ranking polskich naukowców w Computer Science. [dostęp 2023-08-08].
2. ↑  Ranking polskich naukowców w dziedzinie Elektroniki i Elektrotechniki. [dostęp 2023-08-08].
3. ↑  Strona Web of Science (Clarivate).
4. ↑  Strona Amazon z książkami Andrzeja Cichockiego.
5. ↑  Lista publikacji naukowych i cytowania.
6. ↑  SCOPUS: Lista publikacji naukowych i cytowania.
7. ↑  Highly Cited Researcher (Web of Science).
8. ↑  Best paper award for 2018 in IEEE Signal Processing Magazine.
9. ↑  Andrzej Cichocki received Doctorate Honoris Causa.
10. ↑  Kevin H. Knuth, „Entropy”, 2, 17, mdpi.com =2015-12-20, 2015, s. 882–884, DOI: 10.3390/e17020882.
11. ↑  Kevin H. Knuth, „Entropy”, 2, 16, mdpi.com =2014-12-20, 2014, s. 726-728, DOI: 10.3390/e16020726.
12. ↑  2013 Elevated Fellow IEEE.